# Ferjani Sassi
Ferjani Sassi, né le 18 mars 1992 à l'Ariana, est un footballeur international tunisien. Il évolue au poste de milieu de terrain au sein du club qatarien d'Al-Gharafa SC.

## Biographie

### En club
En juillet 2018, il s'engage en faveur de Zamalek.
En juillet 2021, l'international tunisien rejoint Al-Duhail SC au Qatar

### En équipe nationale
Le 14 novembre 2022, il est sélectionné par Jalel Kadri pour participer à la Coupe du monde 2022.

## Palmarès

### En clubs
- CS Sfax (1)
  - Champion de Tunisie en 2013
- ES Tunis (3)
  - Coupe de Tunisie en 2016
  - Champion de Tunisie en 2017 et 2018
- Zamalek SC (6)
  - Coupe d'Égypte en 2019 et 2021
  - Coupe de la confédération en 2019
  - Supercoupe d'Égypte en 2020
  - Supercoupe de la CAF en 2020
  - Champion d'Égypte en 2021
- Al-Duhail SC (2)
  - Coupe du Qatar en 2022
  - Champion du Qatar en 2023
- Al-Gharrafa SC (1)
  - Coupe du Qatar en 2025

### En sélection
- Coupe Kirin (1) : vainqueur en 2022
- Coupe arabe des nations (0) : finaliste en 2021